# Canal de Twante
Le canal de Twante (birman တွံတေး တူးမြောင်း) est un canal reliant l'Irrawaddy et la Yangon dans le sud de la Birmanie (République de l'Union du Myanmar). Long de 35 km, c'est une artère très utilisée entre l'ancienne capitale Rangoon et la Région d'Ayeyarwady. Il prend son nom de la ville de Twante, situé à peu-près à mi-longueur. Avant les années 1990 et l'amélioration des routes, désormais utilisables toute l'année, le canal de Twante  était la voie la plus rapide entre Rangoon et la delta de l'Irrawaddy.
Avec le temps, le manque d'entretien a conduit à son rétrécissement et à son envasement. En 2010, son entrée a été élargie de 180 m. Il reste cependant des problèmes de navigation, tant que les plans de bétonnage des berges n'auront pas été appliqués.

## Histoire

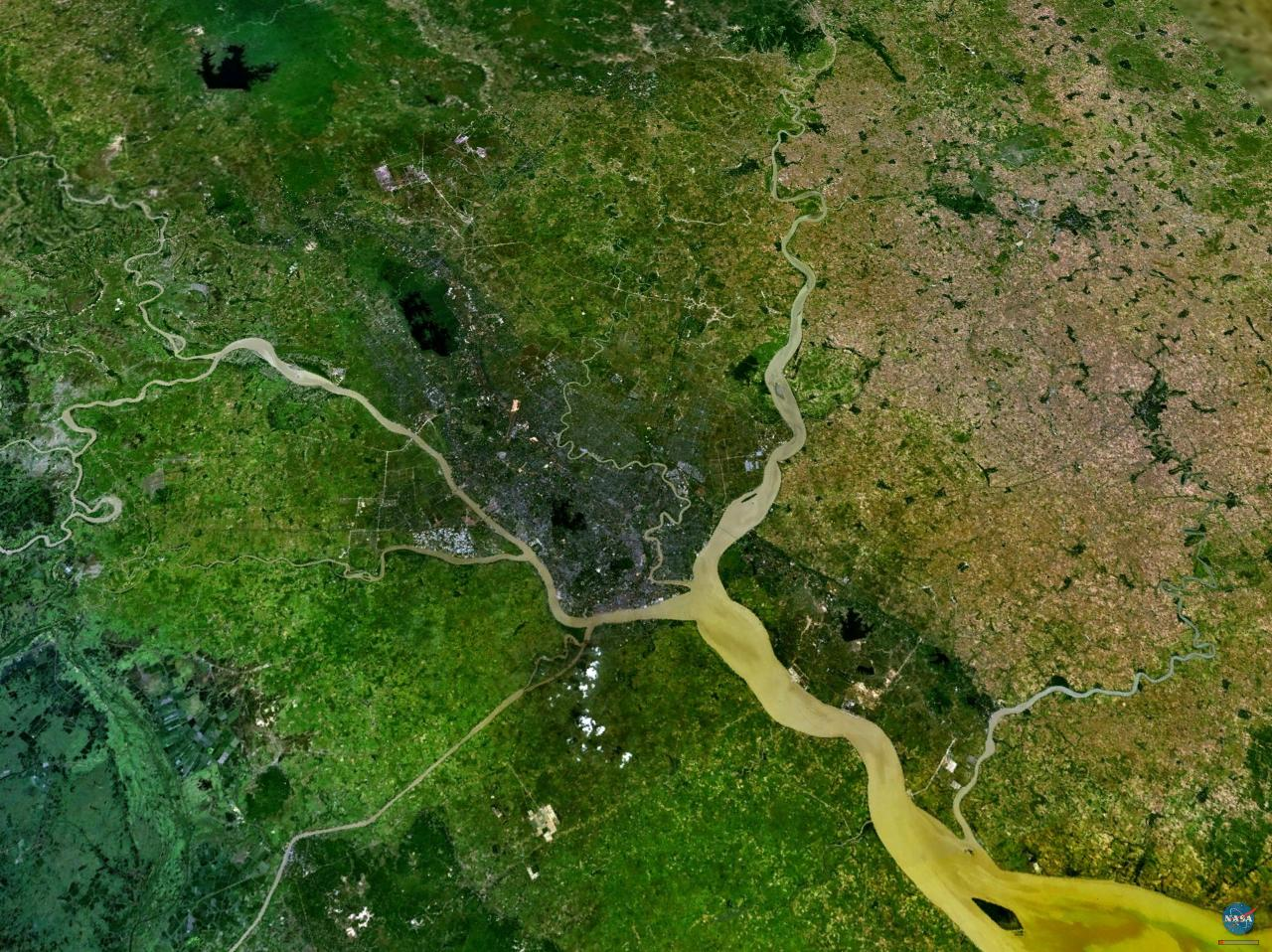
Vue satellite de Rangoon en 2005.
Le canal de Twante est bien visible en bas à gauche.

La construction du canal de Twante a commencé en 1881, sous domination britannique et il a été ouvert en mai 1883,. L'Irrawaddy Flotilla Company, qui assurait presque tout le trafic intérieur de la Birmanie britannique, lança un service quotidien entre Rangoon et le delta de l'Irrawaddy et la Haute-Birmanie. En 1935, le canal fut élargi et approfondi pour permettre le passage de ses grands bateaux à aubes à destination de Mandalay (ceux-ci étaient auparavant obligés de descendre la Yangon pour atteindre une des bouches de l'Irrawaddy).